# Miss Cosmo 2024
Miss Cosmo 2024 fue la 1.ª edición del certamen Miss Cosmo, correspondiente al año 2024; la cual se llevó a cabo el 5 de octubre en el Saigon Riverside Park de la ciudad de Ciudad Ho Chi Minh, Vietnam. Candidatas de 56 países y territorios autónomos compitieron por el título. Al final del evento, Ketut Permata Juliastrid, de Indonesia, fue coronada como la primera ganadora del certamen, de manos del presidente de la organización, Trần Việt Bảo Hoàng.

## Resultados
| Posiciones       | Candidata |
| ---------------- | --- |
| Miss Cosmo 2024  | - Indonesia - Ketut Permata Juliastrid |
| Primer Finalista | - Tailandia - Karnruethai Tassabut |
| Top 5            | - Estados Unidos - Samantha Elliott - Perú - Romina Lozano - Vietnam - Bùi Thị Xuân Hạnh |
| Top 10           | - Camboya - Leakena In ∆ - Filipinas - Ahtisa Manalo § - México - Melody Murguía - República Dominicana - Heather Núñez - Zimbabue - Ruvimbo Njomboro |
| Top 21           | - Bangladés - Farzana Yasmin - Brasil - Cristielli Monize - Chile - Anita-María Rojas - El Salvador - Sofía Córdova - Grecia - Konstantina Sotiriou - Guatemala - Ximena Carrillo - Nueva Zelanda - Franki Russell - Países Bajos - Serena Darder - Puerto Rico - Keylianne Rodríguez - Sierra Leona - Shalom John - Sudáfrica - Lebohang Raputsoe |

- § Clasifica al Top 10 por el premio Cosmo Elección del Público (votación de los fans).
- ∆ Clasifica al Top 21 por el premio Cosmo Embajadora Social (votación de los fans).

## Premios Especiales
| Título                                   | Candidata                              | Candidata                                                                                | Ref    |
| ---------------------------------------- | -------------------------------------- | ---------------------------------------------------------------------------------------- | ------ |
| Mejor Traje Nacional                     | Ganadora                               | - Nueva Zelanda - Franki Russell                                                         | [ 7 ]  |
| Mejor Traje Nacional                     | Top 3                                  | - Camboya - Leakena In - Nigeria - Blessing Tamilade                                     | [ 7 ]  |
| Mejor en Traje de Noche                  | - Vietnam - Bùi Thị Xuân Hạnh          | - Vietnam - Bùi Thị Xuân Hạnh                                                            | [ 8 ]  |
| Cosmo Elección del Público               | Ganadora General                       | - Filipinas - Ahtisa Manalo                                                              | [ 9 ]  |
| Cosmo Elección del Público               | La Primera Estación                    | - Filipinas - Ahtisa Manalo                                                              | [ 10 ] |
| Cosmo Elección del Público               | Orgullo Nacional                       | - Tanzania - Lujeyn Ahmed - Tailandia - Karnruethai Tassabut - Filipinas - Ahtisa Manalo | [ 10 ] |
| Cosmo Elección del Público               | El Big Bang                            | - Filipinas - Ahtisa Manalo                                                              | [ 10 ] |
| Cosmo Embajadora Social                  | - Camboya - Leakena In                 | - Camboya - Leakena In                                                                   | [ 11 ] |
| Cosmo Belleza Impactante                 | - Singapur - Jiahui Jade Wu            | - Singapur - Jiahui Jade Wu                                                              | [ 11 ] |
| Cosmo Icono de Belleza                   | - Indonesia - Ketut Permata Juliastrid | - Indonesia - Ketut Permata Juliastrid                                                   | [ 11 ] |
| Cosmo Tea Embajadora de Turismo Cultural | - Filipinas - Ahtisa Manalo            | - Filipinas - Ahtisa Manalo                                                              | [ 11 ] |
| Liderazgo Femenino                       | - Nigeria - Blessing Temilade          | - Nigeria - Blessing Temilade                                                            | [ 11 ] |

## Antecedentes

### Fecha y Lugar
El concurso se celebró en el Saigon Riverside Park de la ciudad Ciudad Ho Chi Minh, Vietnam, del 15 de septiembre al 5 de octubre de 2024, con candidatas de 56 países y territorios autónomos. La Organización Miss Cosmo celebró una rueda de prensa para presentar el concurso el 11 de junio de 2024 en Ciudad Ho Chi Minh. Se han anunciado oficialmente los titulares de licencias de Miss Cosmo en 82 países y territorios autónomos.

### Premio
El premio incluye 100.000 dólares en metálico (más de 2.500 millones de VND) y un año de residencia en un apartamento de lujo en Vietnam. El total de los premios ascenderá a 1 millón de dólares.

### Radiodifusión
El 27 de agosto de 2024, se anunció que AXN será el socio de difusión mundial del concurso, y que la gran final se emitirá en su canal.

### Reglamento del Concurso
Estos son los requisitos para las candidatas:
- Todas las candidatas deben tener entre 18 y 30 años; la edad límite puede variar según el país.
- Las mujeres transgénero que estén legalmente identificadas como mujeres pueden participar en el concurso.
- Ciudadanía legal en el país representante.
- No casada, sin hijos.
- Sin antecedentes penales.

### Retiros
Dos candidatas estuvieron presentes en muchas actividades, pero se retiraron del concurso antes de la noche final: Islas Vírgenes de Estados Unidos (motivo no revelado) y Colombia (problemas de salud).

## Candidatas
56 candidatas compitieron por el título:
(En la tabla se utiliza su nombre completo, los sobrenombres van entrecomillados y los apellidos utilizados como nombre artístico, entre paréntesis; fuera de ella se utilizan sus nombres «artísticos» o simplificados).
| País/Territorio      | Candidata                               | Edad | Residencia          |
| -------------------- | --------------------------------------- | ---- | ------------------- |
| Armenia              | Lilia Gzraryan                          | 21   | Ereván              |
| Australia            | Lydia Caisley Harland                   | 25   | Canberra            |
| Bangladés            | Farzana Yasmin Ananna                   | 24   | Khulna              |
| Bélgica              | Dina Derboven                           | 19   | Hoeselt             |
| Bolivia              | Hazel Sharon Holters Datzer             | 29   | La Paz              |
| Brasil               | Cristielli Monize Camargo               | 30   | Brasilia            |
| Camboya              | Leakena Sambor Khmao Sraem              | 22   | Nom Pen             |
| Canadá               | Dominique Doucette                      | 28   | Campbellton         |
| Chile                | Anita-María Pascal Rojas Zúñiga         | 24   | La Florida          |
| Costa de Marfil      | Aude Danielle Boué Tan N'Guessan Marie  | 22   | Bingerville         |
| Crimea               | Anna Aleksandrovna Baranova             | 22   | Kerch               |
| Egipto               | Nourhan Mohamed Abdou El Hossini Salem  | 25   | Alejandría          |
| El Salvador          | Sara Sofía Córdova Moreno               | 25   | San Salvador        |
| España               | María Alexandra Cucu Eder-Funar         | 22   | Málaga              |
| Estados Unidos       | Samantha Jo Elliott                     | 23   | Freeport            |
| Filipinas            | Maria Ahtisa Rodriguez Manalo           | 27   | Candelaria          |
| Francia              | Pauline Bettina Nadine Thimon           | 28   | París               |
| Ghana                | Constance Ohemaa Afraine                | 22   | Acra                |
| Gibraltar            | Akisha Carmen Ferrell                   | 22   | Gibraltar           |
| Grecia               | Konstantina Sotiriou                    | 24   | Serres              |
| Guatemala            | Ximena Carrillo Mendizábal              | 20   | Ciudad de Guatemala |
| Guinea               | Saran Kourouma                          | 21   | Conakri             |
| Guyana               | Misha Lakisha Caleb                     | 24   | Nabaclis            |
| Honduras             | Britthany Marroquín Gonzáles            | 21   | Copán               |
| Hong Kong            | Ada Lo Tan Tan                          | 29   | Hong Kong           |
| India                | Rajashree Dowarah                       | 25   | Assam               |
| Indonesia            | Ketut Permata Juliastrid Sari           | 20   | Denpasar            |
| Inglaterra           | Charlotte Cox Grant                     | 24   | Liverpool           |
| Irlanda              | Katie Elizabeth Mary O'Connor           | 21   | Dublín              |
| Italia               | Valentina Filippi                       | 28   | Carrù               |
| Japón                | Chika Mizuno                            | 28   | Tokio               |
| Kirguistán           | Ekaterina Ibragimovna Zabolotnova       | 29   | Biskek              |
| Laos                 | Soliya Bounsayngam                      | 23   | Sainyabuli          |
| Malasia              | Saranya Rajani Naidu                    | 23   | Penang              |
| México               | Melody Deyanira Murguía Reyes           | 23   | Nacozari de García  |
| Nepal                | Nimita Regmi                            | 24   | Katmandú            |
| Nicaragua            | Julia Auxiliadora Aguilar Guerrero      | 21   | Granada             |
| Nigeria              | Blessing Temilade Alimi Moremi          | 24   | Ilorin              |
| Nueva Zelanda        | Frances «Franki» Margaret Grant Russell | 30   | Dunedin             |
| Países Bajos         | Serena Darder Aguilar                   | 24   | Badhoevedorp        |
| Pakistán             | Anniqa Jamal Iqbal                      | 22   | Lahore              |
| Perú                 | Romina Lozano Saldaña                   | 27   | Bellavista          |
| Polonia              | Weronika Helena Kietlińska              | 25   | Ostróda             |
| Portugal             | Stéphanie Rodrigues                     | 26   | Fafe                |
| Puerto Rico          | Keylianne Marie Rodríguez Marrero       | 22   | Dorado              |
| República Dominicana | Heather Elley Núñez                     | 28   | Santo Domingo       |
| Rusia                | Alisa Oganezova                         | 21   | Moscú               |
| Sierra Leona         | Shalom Prosperia Ella John              | 22   | Freetown            |
| Singapur             | Jiahui Jade Wu                          | 26   | Ciudad de Singapur  |
| Sudáfrica            | Lebohang Raputsoe                       | 25   | Sharpeville         |
| Tailandia            | Mook Karnruethai Tassabut               | 29   | Ubon Ratchathani    |
| Tanzania             | Lujeyn Ahmed                            | 18   | Dodoma              |
| Ucrania              | Anastasiia Panova                       | 29   | Krivói Rog          |
| Venezuela            | Zaren Belén Loyo Perdomo                | 28   | Barquisimeto        |
| Vietnam              | Bùi Thị Xuân Hạnh                       | 23   | Ninh Binh           |
| Zimbabue             | Ruvimbo Tafadzwa Njomboro               | 21   | Hwange              |

### Candidatas retiradas
- Colombia - María Alejandra Salazar Rojas
- Cuba - Diamela Medina
- Islas Vírgenes de los Estados Unidos - London Marie Tucker
- Paraguay - Dahiana Zelinsky
- Senegal - Mayram Ly

### Candidatas reemplazadas
- Inglaterra - Melissa Butcher fue reemplazada por Charlotte Cox Grant.
- Perú - Carmen Noelia Castagnola Tello fue reemplazada por Romina Lozano Saldaña.
- Portugal - Letícia Macedo Ribeiro fue reemplazada por Stéphanie Rodrigues.
- Sudáfrica - Silindokuhle Mbali Dlamini fue reemplazada por Lebohang Raputsoe.

## Sobre los países en Miss Cosmo 2024

### Naciones debutantes
| - Armenia - Australia - Bangladés - Bélgica - Bolivia - Brasil - Camboya - Canadá - Chile - Costa de Marfil - Crimea - Egipto - El Salvador - España - Estados Unidos - Filipinas - Francia - Ghana - Gibraltar - Grecia - Guatemala - Guinea - Guyana - Honduras - Hong Kong - India - Indonesia - Inglaterra | - Irlanda - Italia - Japón - Kirguistán - Laos - Malasia - México - Nepal - Nicaragua - Nigeria - Nueva Zelanda - Países Bajos - Pakistán - Perú - Polonia - Portugal - Puerto Rico - República Dominicana - Rusia - Sierra Leona - Singapur - Sudáfrica - Tailandia - Tanzania - Ucrania - Venezuela - Vietnam - Zimbabue |